# Daniël Vanpoucke
Daniël Vanpoucke, né le 27 décembre 1948 à Roulers est un homme politique belge flamand, membre du CD&V.
Il est licencié en sciences psychologiques et pédagogiques;
conseiller psycho-pédagogique auprès d'un centre PMS.
Chevalier de l'Ordre de Léopold II.

## Fonctions politiques
- Bourgmestre de Meulebeke.
- Ancien conseiller provincial (Flandre occidentale).
- Député fédéral du 26 mai 1994 au 10 avril 2003.